# Drew Stafford
Pour les articles homonymes, voir Stafford.
Drew Stafford (né le 30 octobre 1985 à Milwaukee dans l'État du Wisconsin aux États-Unis) est un joueur professionnel américain de hockey sur glace.

## Biographie

### Carrière en club
Il commence sa carrière en 2003 avec l'équipe de Fighting Sioux de North Dakota en NCAA. Il est choisi en 2004 au cours du repêchage d'entrée dans la Ligue nationale de hockey par les Sabres de Buffalo en 1e ronde, en 13e position. Après avoir commencé la saison 2006-2007 avec les Americans de Rochester, il fait également ses premières apparitions avec les Sabres de Buffalo.
Le 11 février 2015, il est échangé avec Tyler Myers, des espoirs Joel Armia et Brendan Lemieux ainsi que d'un choix de premier tour aux Jets de Winnipeg contre le défenseur Zach Bogosian et l'espoir devant le filet Jason Kasdorf et Evander Kane.
Le 30 juin 2015, il signe un contrat avec les Jets pour deux saisons et un salaire annuel de 4,35 millions de dollars.
Le 25 août 2017, il paraphe une entente de 1 an pour un montant de 800 000$ avec les Devils du New Jersey.

### Carrière internationale
Il représente les États-Unis au niveau international.

## Trophées et honneurs personnels
- 2006 : sélectionné pour le Match des étoiles de la LAH avec l'équipe PlanetUSA.

## Statistiques

### En club
| Saison     | Équipe                           | Ligue      |     | Saison régulière | Saison régulière | Saison régulière | Saison régulière | Saison régulière |   | Séries éliminatoires | Séries éliminatoires | Séries éliminatoires | Séries éliminatoires | Séries éliminatoires |
| Saison     | Équipe                           | Ligue      | PJ  | B                | A                | Pts              | Pun              | PJ               | B | A                    | Pts                  | Pun                  |                      |                      |
| 2003-2004  | Fighting Sioux du Dakota du Nord | NCAA       | 36  | 11               | 21               | 32               | 30               | -                | - | -                    | -                    | -                    |                      |                      |
| 2004-2005  | Fighting Sioux du Dakota du Nord | NCAA       | 40  | 13               | 22               | 35               | 34               | -                | - | -                    | -                    | -                    |                      |                      |
| 2005-2006  | Fighting Sioux du Dakota du Nord | NCAA       | 41  | 24               | 23               | 47               | 63               | -                | - | -                    | -                    | -                    |                      |                      |
| 2006-2007  | Americans de Rochester           | LAH        | 34  | 22               | 22               | 44               | 30               | -                | - | -                    | -                    | -                    |                      |                      |
| 2006-2007  | Sabres de Buffalo                | LNH        | 41  | 13               | 14               | 27               | 33               | 10               | 2 | 2                    | 4                    | 4                    |                      |                      |
| 2007-2008  | Sabres de Buffalo                | LNH        | 64  | 16               | 22               | 38               | 51               | -                | - | -                    | -                    | -                    |                      |                      |
| 2008-2009  | Sabres de Buffalo                | LNH        | 79  | 20               | 25               | 45               | 29               | -                | - | -                    | -                    | -                    |                      |                      |
| 2009-2010  | Sabres de Buffalo                | LNH        | 71  | 14               | 20               | 34               | 35               | 3                | 0 | 0                    | 0                    | 0                    |                      |                      |
| 2010-2011  | Sabres de Buffalo                | LNH        | 62  | 31               | 21               | 52               | 34               | 7                | 1 | 2                    | 3                    | 2                    |                      |                      |
| 2011-2012  | Sabres de Buffalo                | LNH        | 80  | 20               | 30               | 50               | 46               | -                | - | -                    | -                    | -                    |                      |                      |
| 2012-2013  | Sabres de Buffalo                | LNH        | 46  | 6                | 12               | 18               | 21               | -                | - | -                    | -                    | -                    |                      |                      |
| 2013-2014  | Sabres de Buffalo                | LNH        | 70  | 16               | 18               | 34               | 39               | -                | - | -                    | -                    | -                    |                      |                      |
| 2014-2015  | Sabres de Buffalo                | LNH        | 49  | 9                | 15               | 24               | 39               | -                | - | -                    | -                    | -                    |                      |                      |
| 2014-2015  | Jets de Winnipeg                 | LNH        | 26  | 9                | 10               | 19               | 8                | 4                | 1 | 1                    | 2                    | 0                    |                      |                      |
| 2015-2016  | Jets de Winnipeg                 | LNH        | 78  | 21               | 17               | 38               | 28               | -                | - | -                    | -                    | -                    |                      |                      |
| 2016-2017  | Jets de Winnipeg                 | LNH        | 40  | 4                | 9                | 13               | 12               | -                | - | -                    | -                    | -                    |                      |                      |
| 2016-2017  | Bruins de Boston                 | LNH        | 18  | 4                | 4                | 8                | 12               | 6                | 2 | 0                    | 2                    | 2                    |                      |                      |
| 2017-2018  | Devils du New Jersey             | LNH        | 59  | 8                | 7                | 15               | 10               | 2                | 0 | 0                    | 0                    | 10                   |                      |                      |
| 2018-2019  | Devils du New Jersey             | LNH        | 57  | 5                | 8                | 13               | 18               | -                | - | -                    | -                    | -                    |                      |                      |
| Totaux LNH | Totaux LNH                       | Totaux LNH | 841 | 196              | 232              | 428              | 415              | 32               | 6 | 5                    | 11                   | 18                   |                      |                      |

### En équipe nationale
| Année | Compétition                  |   | PJ | B | A | Pts | Pun           |  | Résultat |
| 2003  | Championnat du monde -18 ans | 6 | 3  | 2 | 5 | 8   | 4e place      |  |          |
| 2004  | Championnat du monde junior  | 6 | 0  | 2 | 2 | 2   | Médaille d'or |  |          |
| 2005  | Championnat du monde junior  | 7 | 5  | 4 | 9 | 14  | 4e place      |  |          |
| 2006  | Championnat du monde         | 7 | 0  | 1 | 1 | 0   | 7e place      |  |          |
| 2008  | Championnat du monde         | 7 | 1  | 3 | 4 | 6   | 6e place      |  |          |
| 2009  | Championnat du monde         | 9 | 2  | 1 | 3 | 6   | 4e place      |  |          |